# جيمس هوبكينز (لاعب كرة قدم)
جيمس هوبكينز (بالإنجليزية: James Hopkins)‏ (12 يوليو 1901 في المملكة المتحدة - 1943) هو لاعب كرة قدم بريطاني (وحمل سابقاً جنسية المملكة المتحدة لبريطانيا العظمى وأيرلندا) في مركز مهاجم داخلي. شارك مع منتخب أيرلندا لكرة القدم. أما مع النوادي، فقد لعب مع برايتون أند هوف ألبيون ونادي أرسنال ونادي ألدرشوت.